# روب سميث (لاعب هوكي الحقل)
روب سميث هو لاعب هوكي الحقل كندي، ولد في 10 نوفمبر 1961.

## وصلات خارجية
- روب سميث على موقع أوليمبيديا (الإنجليزية)

1. 1 2  Olympedia (بالإنجليزية), 2006, QID:Q95606922